# Linia kolejowa Smoleńsk – Krasnoje
Linia kolejowa Smoleńsk – Krasnoje – linia kolejowa w Rosji łącząca stację Smoleńsk ze stacją Krasnoje i z granicą państwową z Białorusią. Zarządzana jest przez Kolej Moskiewską (część Kolei Rosyjskich). Jest to fragment linii Moskwa - Mińsk - Brześć i część II Paneuropejskiego Korytarza Transportowego Zachód – Wschód łączącego Berlin z Moskwą E 20.
Linia położona jest w Smoleńsku oraz w obwodzie smoleńskim. Na całej długości linia jest zelektryfikowana oraz dwutorowa.

## Historia
Została otwarta 29 listopada 1871 jako część Kolei Moskiewsko-Brzeskiej. Na przełomie lat 70. i 80. XX w. przeprowadzono jej elektryfikację - 1 czerwca 1980 trasę pokonał pierwszy elektryczny pociąg pasażerski, a 2 lipca 1981 pierwsza elektryczna lokomotywa prowadząca skład towarowy.